# Drina donina
The Brown Yamfly Drina donina là một loài bướm ngày thuộc họ Bướm xanh. Nó được tìm thấy ở châu Á.

## Range
The butterfly occurs in Ấn Độ in the Lushai hills (Mizoram) và across to Dawnas in Myanmar. The range extends eastwards to Indo China và nam Thái Lan, bán đảo Mã Lai, Langkawi.

## Hình ảnh

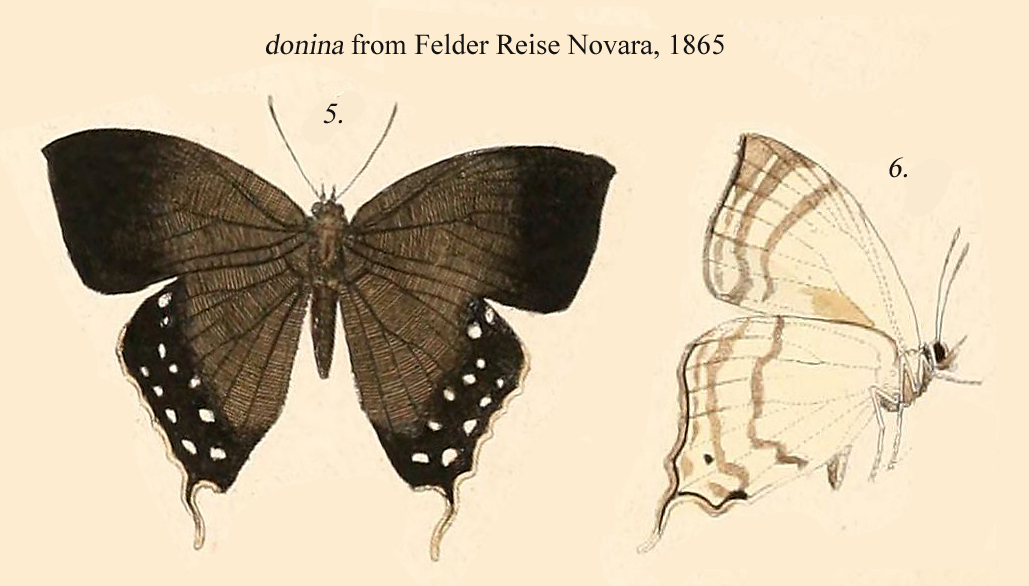
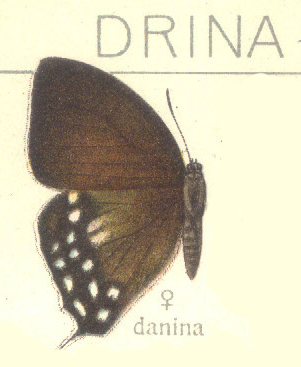
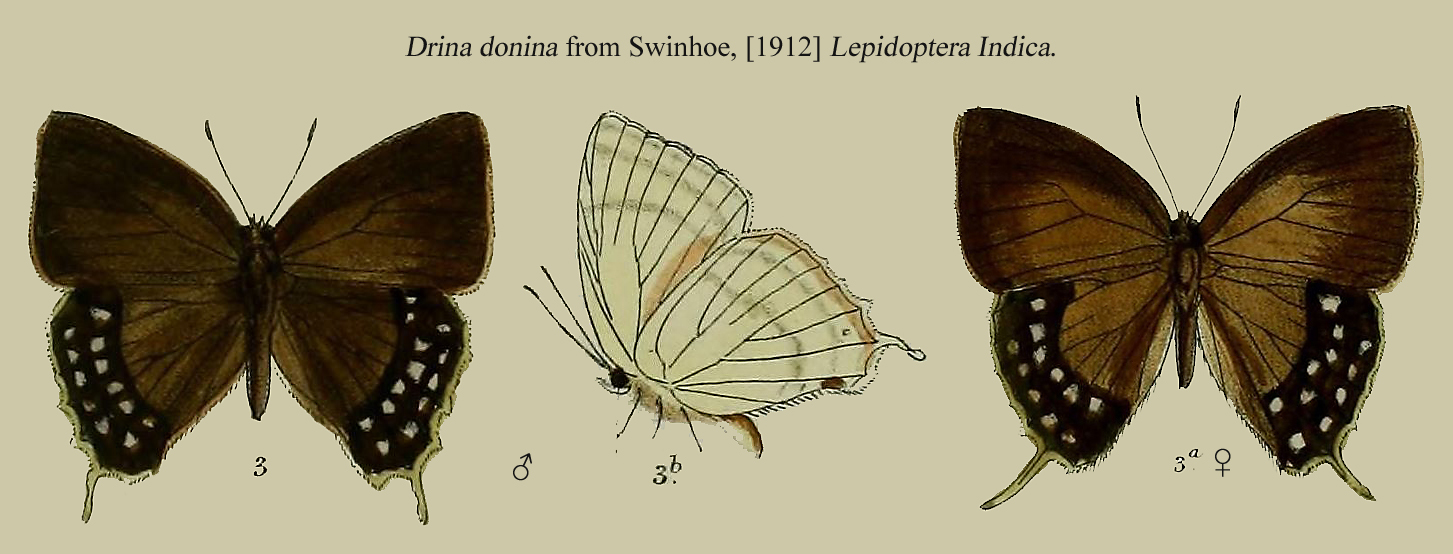
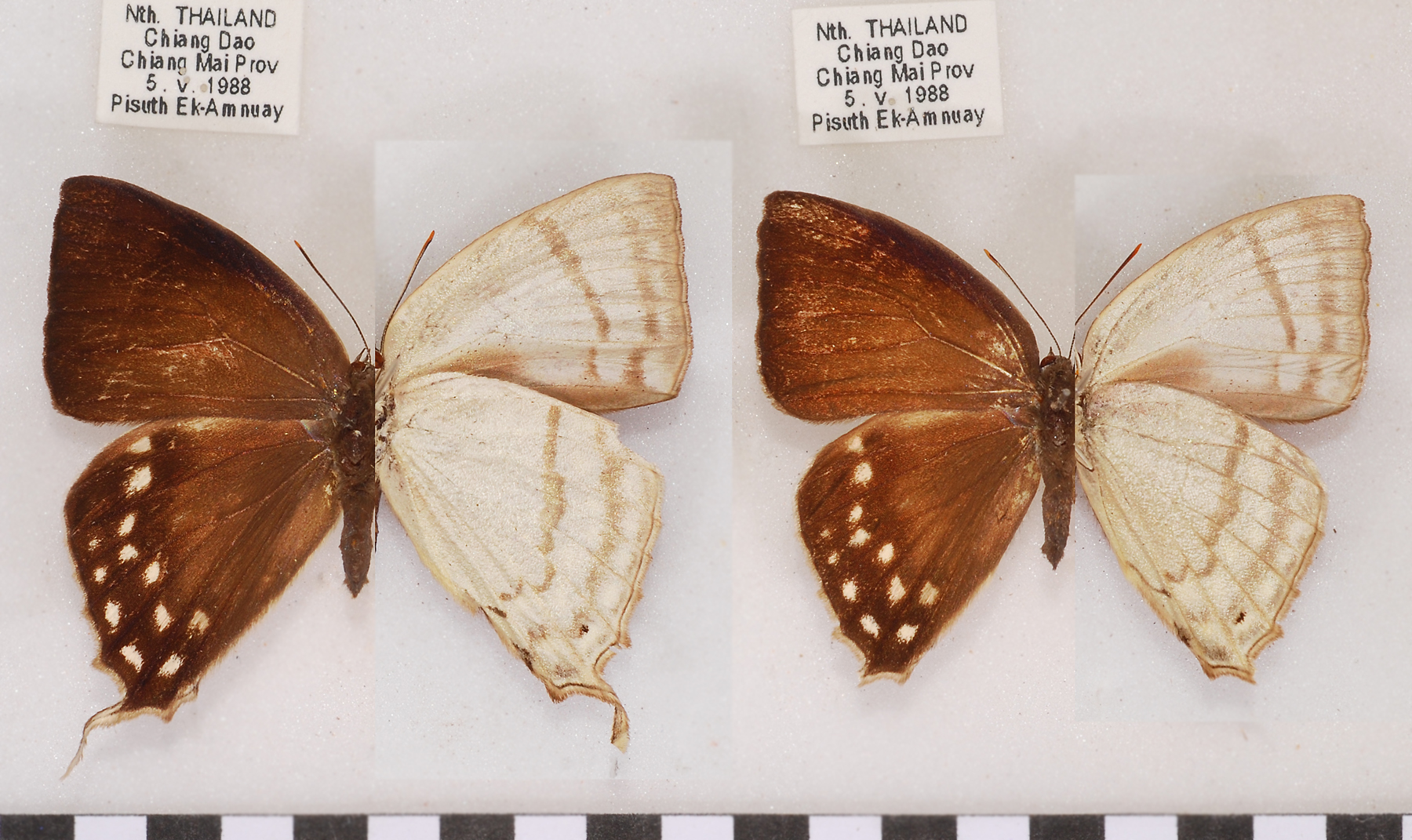

## Status
Not Rare.